# 天ヶ谷真利
天ヶ谷 真利（あまがやまり、1966年11月20日 - ）は、日本の歌手、ダンサー。茨城県水戸市出身。
米米CLUBのダンシングチーム・SUE CREAM SUE（シュークリームシュ。現：シューク・フラッシュ!）のメンバー。
パーカッションも担当。
| スタブアイコン | サブスタブ | この項目は、まだ閲覧者の調べものの参照としては役立たない、音楽関係者（バンド等）に関連した書きかけの項目です。この項目を加筆・訂正などしてくださる協力者を求めています（P:音楽/PJ:芸能人）。 |